# Милан Змията
Милан Змията е български революционер, велешки войвода на Вътрешната македоно-одринска революционна организация.

## Биография
Роден е в Станимака, днес Асеновград, България. Влиза във ВМОРО и става четник. През август 1907 година, след като Дачо Йотов и Михаил Чаков напускат Велешко, окръжният войвода Тане Николов се връща във Велешко и разпределя района на пет участъка - на Велко Попадийски, Секула Ораовдолски, Темелко Наумов, Александър Андреев и Милан Змията. Предаден от агенти на сръбската пропаганда, загива в престрелка с турски полицаи във Велес.